# Cong Xuedi
Cong Xuedi (chinês tradicional:叢 學娣) (Xangai, 13 de maio de 1963) é uma ex-basquetebolista chinesa que integrou a Seleção Chinesa Feminina entre os anos de 1984 e 1992 entre os quais conquistou a medalha de bronze nos XXIII Jogos Olímpicos de Verão realizados em 1984 na cidade de Los Angeles e a Medalha de Prata disputada nos XXV Jogos Olímpicos de Verão realizados em 1992 na cidade de Barcelona.